# Pác
A pác híg, savanyú folyadék; vegyi anyag, amelyet több területen használnak. Rokon értelmű szó: csáva.
Alapjelentése: savanyú lé nyers hús előkészítéséhez különféle, fűszerekkel keverve. A nyers húst huzamosabb ideig ebben tartják sütés előtt.

## A szó eredete
A szó a német Beize szóból ered ("beissen" magyarul "marni".)

## Jelentései felhasználási területek szerint
1. A faiparban: Híg festőanyag, amely a fába beleivódik, de a faerezet rajzolatát nem takarja el.[1]
2. A dohányiparban: Dohányízesítő folyadék, amely különböző íz- és illatanyagokat tartalmaz. Ezzel permetezik be a feldolgozott dohányt.
3. A textiliparban (régies): Textíliát átitató oldat; vegyületek oldata, amelyben a festendő textilneműt áztatták.
4. A bőriparban (régies): Bőrkikészítő oldat. A bőr- és szőrmeiparban a bőr kikészítésére, puhítására való, különféle anyagok oldatából álló savas lé.
5. A fémiparban (régies): Híg sav vagy lúg, amellyel fémgyártmányok, fémtárgyak felületét tisztították meg a rárakódott oxidoktól, szennyeződéstől.
6. A mezőgazdaságban a pácot ma inkább csávázószernek (csáva) nevezik.
7. Az állattenyésztésben: Savanyított takarmány, amely apróra vágott szálas takarmányból és aprított növényi gumókból áll.

## Átvitt értelemben
Átvitt értelemben  a 'pác nagy baj, kellemetlen, kínos, esetleg bonyolult helyzet (pl. nagy pácban van; pácban hagy).